# 1425 w literaturze
Wydarzenia literackie w 1425 roku.

## Urodzili się
- Basinio da Parma, włoski poeta

## Zmarli
- Jordi de Sant Jordi, poeta hiszpański (data przybliżona)